# Subbuteo
 (février 2024).
Si vous disposez d'ouvrages ou d'articles de référence ou si vous connaissez des sites web de qualité traitant du thème abordé ici, merci de compléter l'article en donnant les références utiles à sa vérifiabilité et en les liant à la section « Notes et références ».
Le Subbuteo est un ensemble de jeux de plateau simulant des parties de football, rugby, hockey sur gazon, baseball et cricket. Véritable sport aujourd'hui, le Subbuteo possède sa Coupe du monde depuis trois décennies.

## Règles

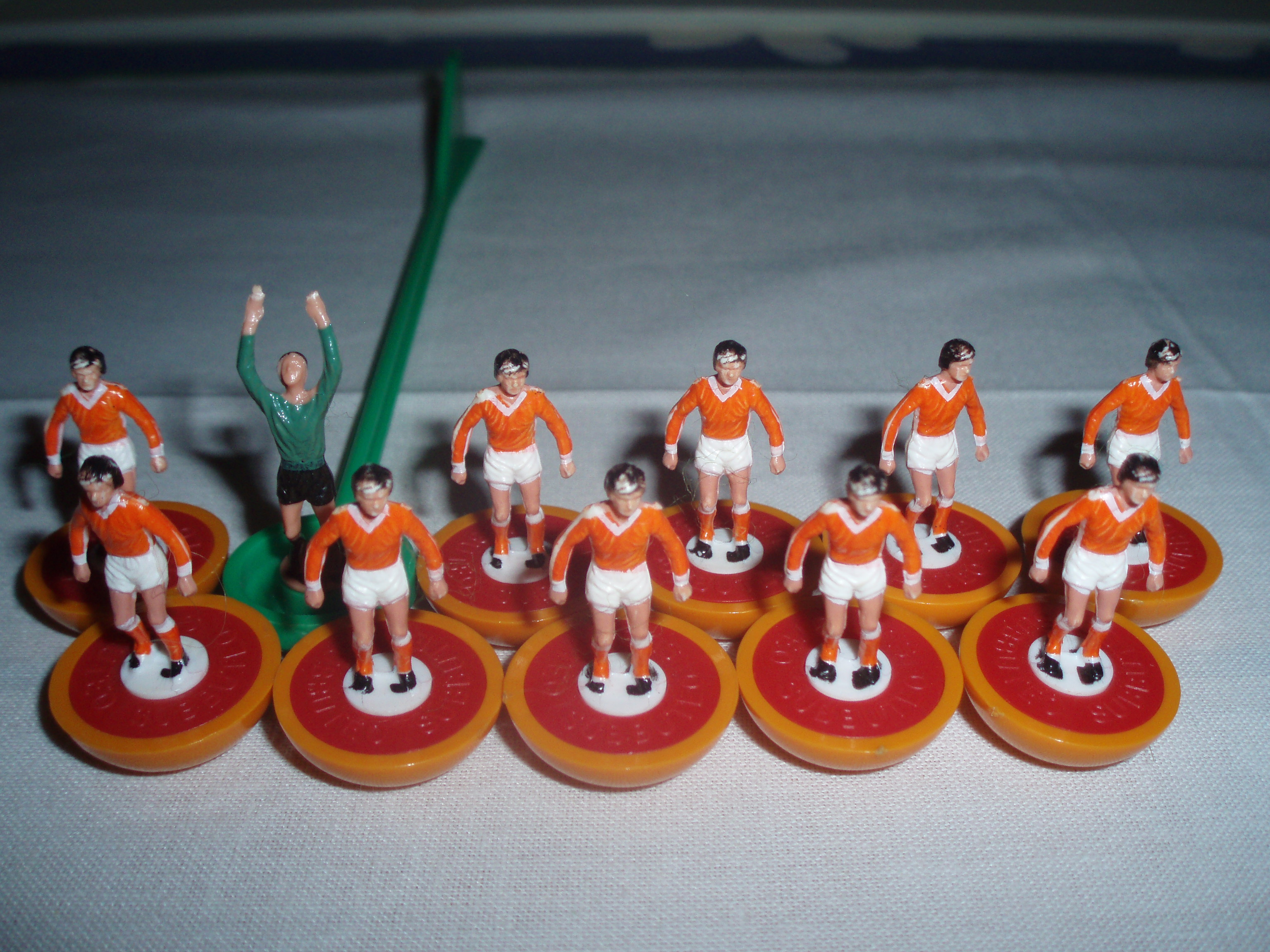
Joueurs

Le Subbuteo est inventé en 1947 par Peter Adolph. Le jeu se joue sur un tapis de jeu de 1,35 m sur 0,90 m. Chaque joueur dispose de onze joueurs montés sur des socles sphériques. Il doit faire avancer ses joueurs avec l'ongle d'une sorte de pichenette. Le gardien est monté sur une tige, permettant au joueur en défense de réaliser des arrêts « plongeants ». Dans l'esprit, on retrouve toutes les règles du football. Seule grande différence avec le football réel : interdiction d'inscrire un but hors de la zone de buts, à une trentaine de centimètres de ligne de but.

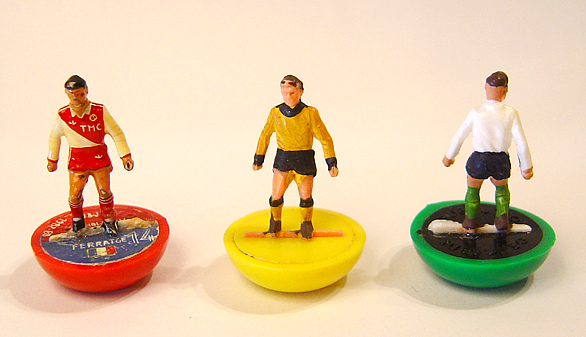
Joueurs « lourds » datant de la fin des années 1970. La première est une figurine personnalisée comme fréquemment utilisée sur les circuits de compétition, représentant l'AS Monaco FC. Les deux autres figurines sont d'origine.

Les fabricants du jeu eurent l'idée d'habiller le jeu en produisant toutes sortes de gadgets, des tribunes, aux coupes en passant par les systèmes d'éclairage. Ces articles sont aujourd'hui très recherchés par les collectionneurs d'autant que la société qui les produisait a stoppé toute production il y a peu. D'autres fabricants ont pris le relais, en visant surtout le marché « sportif », c'est-à-dire le subbuteo de compétition qui requiert un matériel plus pointu que les éléments d'origine.
L'aspect sportif du subbuteo est géré par une fédération internationale, des fédérations nationales et des clubs qui rassemblent plusieurs milliers de joueurs licenciés dans de nombreux pays. Une Coupe d'Europe voit le jour dès 1964 et reste la compétition de référence jusqu'à la mise en place d'une coupe du monde en 1974, en parallèle du mondial allemand. Aujourd'hui, le subbuteo donne lieu à une foule de tournois à travers le monde. Les plus prestigieux de ces tournois sont nommés « Major » (l'équivalent du Grand Chelem de tennis, à savoir cinq tournois disputés à Frameries en Belgique, à Amsterdam aux Pays-Bas, à Bologne en Italie, à Mattersburg en Autriche et à Athènes en Grèce), « Grand Prix » et « Opens Internationaux ». Les nations les plus actives sont l'Italie, la Belgique, l'Allemagne, l'Espagne, la France, la Grande-Bretagne, le Portugal, la Grèce, le Canada, les États-Unis, le Danemark, Malte et Monaco. Depuis quelques années, des fédérations sont actives dans de nouveaux pays comme l'Argentine, le Brésil, Singapour, ou l'Afrique du Sud.
Si la FISTF (Federation of International Sports Table Football) demeure la principale fédération internationale officielle, la WASPA (World Amateur Subbuteo Players Association) prend peu à peu de l'ampleur et a même organisé le tout premier tournoi en Suède en août 2011. La WASPA réunit en novembre 2015 près de 1 700 joueurs issus de 41 pays ayant disputé plus de 800 tournois à travers le monde et en intégrant notamment de nouvelles associations comme la Malaisie et l'Indonésie.

## Championnat d'Europe
La première compétition à voir le jour est le Championnat d'Europe organisé par l'ETF de 1964 à 1993.
| Année | Lieu                  | Vainqueur                             | Finaliste                         | Score |
| ----- | --------------------- | ------------------------------------- | --------------------------------- | ----- |
| 1964  | Rotterdam Pays-Bas    | Marius Schild Pays-Bas                | Jean-Pierre De Joncker Belgique   | 4-1   |
| 1965  | Bruxelles Belgique    | Johnny De Bruining Pays-Bas           | François Van Cauwelaert Belgique  | 4-3   |
| 1966  | Dortmund Allemagne    | Pierre Tignani Belgique               | Jean-Pierre De Joncker Belgique   | 5-1   |
| 1967  | Londres Angleterre    | Pierre Tignani Belgique               | Bertus Mulder Pays-Bas            | 3-1   |
| 1968  | Rotterdam Pays-Bas    | Willi Hogeweg Pays-Bas                | René Schoukens Belgique           | 3-2   |
| 1969  | Jambes Belgique       | Bertus Mulder Pays-Bas                | Jean-Marie Delahaut Belgique      | 4-3   |
| 1970  | Altenmark Allemagne   | Dick Rietveld Pays-Bas                | Pierre Tignani Belgique           | 1-0   |
| 1971  | Romford Angleterre    | Dick Rietveld Pays-Bas                | Bertus Mulder Pays-Bas            | 4-3   |
| 1972  | Maasluis Pays-Bas     | Antoon Verhaal Pays-Bas               | Marius Schild Pays-Bas            | 1-0   |
| 1973  | Spa Belgique          | Antoon Verhaal Pays-Bas               | Gerarg Donk Pays-Bas              | 3-1   |
| 1974  | Bâle Suisse           | Jacques Brichaud Belgique             | Kurt Erb Suisse                   | 1-0   |
| 1975  | Haibach Allemagne     | Peter Czarkowski Allemagne de l'Ouest | Norman Gleave Angleterre          | 2-1   |
| 1976  | La Valette Malte      | Mike Dent Angleterre                  | Norman Gleave Angleterre          | 2-0   |
| 1977  | Brackwell Angleterre  | Kurt Erb Suisse                       | Richard Stolwijk Pays-Bas         | 3-2   |
| 1978  | Vienne Autriche       | Bertus Mulder Pays-Bas                | Jacques Brichaud Belgique         | 3-2   |
| 1979  | Rijswijk Pays-Bas     | Jacques Brichaud Belgique             | Philippe Outmanns Belgique        | 3-2   |
| 1980  | Uddingston Écosse     | Peter Erb Suisse                      | Joe Enriles Gibraltar             | 2-1   |
| 1981  | Verviers Belgique     | André Beckers Belgique                | Kurt Erb Suisse                   | 1-0   |
| 1982  | Wallisellen Suisse    | Willy Hofmann Suisse                  | Marc Clairbois Belgique           | 1-0   |
| 1983  | Allemagne             | Willy Hofmann Suisse                  | Marc Clairbois Belgique           | 3-2   |
| 1984  | Verviers Belgique     | Willy Hofmann Suisse                  | Marc Clairbois Belgique           | 2-0   |
| 1985  | Barry Pays de Galles  | Bruno Goset Belgique                  | Martijn Bom Pays-Bas              | 1-0   |
| 1986  | Boskoop Pays-Bas      | Didier Stévenot Belgique              | Horst Becker Allemagne de l'Ouest | 1-0   |
| 1987  | Birmingham Angleterre | Willy Hofmann Suisse                  | Gerherd Ecker Autriche            | 4-1   |
| 1988  | Salzbourg Autriche    | Willy Hofmann Suisse                  | Horst Deimel Autriche             | 4-1   |
| 1989  | Wallisellen Suisse    | Dominique De Marco Belgique           | Martijn Bom Pays-Bas              | 1-0   |
| 1990  | Édimbourg Écosse      | Willy Hofmann Suisse                  | Martijn Bom Pays-Bas              | 4-1   |
| 1991  | Stennweiler Allemagne | Dominique De Marco Belgique           | Gil Delogne Belgique              | 2-1   |
| 1992  | La Valette Malte      | Christophe Fuseau France              | David Baxter Écosse               | 2-1   |
| 1993  | Fareham Angleterre    | Horst Deimel Autriche                 | Tony Montesin Malte               | 2-1   |

| Année     | Lieu                                                     | Vainqueur            | Finaliste            | Troisième            | Quatrième      |
| --------- | -------------------------------------------------------- | -------------------- | -------------------- | -------------------- | -------------- |
| 1966-1967 | Dortmund Allemagne Vries Pays-Bas Bruxelles Belgique     | Pays-Bas             | Belgique             | Allemagne de l'Ouest |                |
| 1967-1968 | Rotterdam Pays-Bas Dortmund Allemagne Bruxelles Belgique | Allemagne de l'Ouest | Pays-Bas             | Belgique             |                |
| 1968-1969 | Dortmund Allemagne Amsterdam Pays-Bas Liège Belgique     | Belgique             | Allemagne de l'Ouest | Pays-Bas             |                |
| 1983      | Lohmar Allemagne                                         | Belgique             | Allemagne de l'Ouest | Autriche             | Pays-Bas       |
| 1987      | Birmingham Angleterre                                    | Allemagne de l'Ouest | Belgique             | Écosse               | Pays de Galles |
| 1991      | Stenweiller Allemagne                                    | Autriche             | Allemagne            | Belgique             | France         |

## Coupe du monde
La première édition officielle de la Coupe du monde de Subbuteo se tient en 1974 en Allemagne. 18 nations sont représentées. Dick Rietveld des Pays-Bas s'impose en finale 2-1 devant le Britannique Mike Dent.
En 1978 à Londres, un tournoi junior est également disputé. Dans ce tournoi, c'est l'Italien Andrea Piccaluga qui gagne tandis que chez les séniors, c'est le Belge Philippe Outmans qui bat 1-0 en finale le Britannique Nirman Gleave.
En 1982 à Barcelone, le junior Joseph Bonafante de Gibraltar remporte le tournoi en s'imposant aux tirs au but en finale face au Français Bruno Debray. En séniors, l'Italien Renzo Frignani gagne 2-1 en finale contre l'Allemand Horst Becker.
En 1986 en Grèce, l'Italien Mario Baglietto gagne chez les juniors tandis que le Suisse Willy Hoffman battait en finale l'Italien Renzo Frignani (5-2).
En 1990 en Italie, 26 nations sont représentées chez les séniors et 22 dans le tournoi juniors. Le Portugais Vasco Guimares gagne chez les juniors. Le Grec Angelo Tsakiris gagne chez les Séniors devant le Français Frédéric Hernandez.
Depuis 1992, la Coupe du monde s'organise et devient annuelle sous l'égide de la Fédération internationale de football de table (FISTF) tout comme l'ensemble des tournois internationaux officiels.
En 2012, la Coupe du monde se déroulant à Manchester coïncide avec le 20e anniversaire de la FISTF.
Parallèlement, la WASPA propose un autre circuit de tournois basés sur plus de facilités d'organisation en proposant aussi un plus grand nombre des matches à chaque participant. Des tournois sont organisés dans plus de 25 pays et réunissent plus de 1 650 joueurs dans un classement au sein duquel 40 pays sont représentés.
| Année | Lieu                            | Open                                | -20 ans                   | -16 ans                         | Féminines                    | Vétéran                      | Minimes                    |
| ----- | ------------------------------- | ----------------------------------- | ------------------------- | ------------------------------- | ---------------------------- | ---------------------------- | -------------------------- |
| 1993  | Verviers Belgique               | Christophe Fuseau France            | Fabian Brau Belgique      | Bertrand Sartisse Belgique      | Véronique Garnier France     |                              |                            |
| 1994  | Paris France                    | Dominique De Marco Belgique         | Joseph Borg Bonaci Malte  | Darren Scicluna Malte           | Delphine Dieudonné Belgique  |                              |                            |
| 1995  | Wuppertal Allemagne             | David Ruelle Belgique               | Vasco Guimaraes Portugal  | Thomas Wittmann Autriche        | Delphine Dieudonné Belgique  |                              |                            |
| 1996  | Silkeborg Danemark              | Vasco Guimaraes Portugal            | Simone Bertelli Italie    | Wolfgang Haas Autriche          | Delphine Dieudonné Belgique  | Gerhard Ecker Autriche       |                            |
| 1997  | Athènes Grèce                   | Vasco Guimaraes Portugal            | Dionisis Koutis Grèce     | Nikos Beis Grèce                | Delphine Dieudonné Belgique  | Gerhard Ecker Autriche       |                            |
| 1998  | Namur Belgique                  | Gil Delogne Belgique                | Simone Bertelli Italie    | Wolfgang Haas Autriche          | Delphine Dieudonné Belgique  | Thierry Vivron France        |                            |
| 1999  | Delft Pays-Bas                  | Massimo Bolognino Italie            | Efrem Intra Italie        | Nikos Beis Grèce                | Cynthia Bouchez Belgique     | Thierry Vivron France        |                            |
| 2000  | Vienne Autriche                 | Massimo Bolognino Italie            | Nicolas Wlodarczyk France | Simão Fonseca Portugal          | Delphine Dieudonné Belgique  | Horst Deimel Autriche        |                            |
| 2001  | Porto Portugal                  | Massimo Bolognino Italie            | Nicolas Wlodarczyk France | Simão Fonseca Portugal          | Carla Conceicao Portugal     | Renzo Frignani Italie        |                            |
| 2002  | Birmingham Angleterre           | Gil Delogne Belgique                | Sami Targui Belgique      | Jessica Hardenne Belgique       | Delphine Dieudonné Belgique  | Stefano De Francesco Italie  |                            |
| 2003  | Cottonera Malte                 | Massimiliano Nastasi Italie         | Roderick Sciberras Malte  | Arnaud Nullens Belgique         | Kamilla Kristensen Danemark  | Arturo Martinez Espagne      |                            |
| 2004  | Bologne Italie                  | Giancarlo Giulianini Italie         | Daniele Bertelli Italie   | Ricardo Barros Portugal         | Delphine Dieudonné Belgique  | Renzo Frignani Italie        |                            |
| 2005  | Tournai Belgique                | Massimo Bolognino Italie            | Daniele Bertelli Italie   | Juan Gabriele Noguera Espagne   | Delphine Dieudonné Belgique  | Renzo Frignani Italie        | Matia Belloti Italie       |
| 2006  | Dortmund Allemagne              | Efrem Intra Italie                  | Stefano Buono Italie      | Kristian Staal Nielsen Danemark | Kamilla Kristensen Danemark  | Martijn Bom Pays-Bas         |                            |
| 2007  | Les Herbiers France             | Daniele Bertelli Italie             | Stefano Buono Italie      | Ruben Português Portugal        | Françoise Guyot France       | Renzo Frignani Italie        | Matthew Pace Malte         |
| 2008  | Vienne Autriche                 | Eric Verhagen Angleterre / Pays-Bas | Juan Noguera Espagne      | Björn Kegenbein Allemagne       | Michaela Scherbaum Autriche  | Martijn Bom Pays-Bas         | Diego Tagliaferri Italie   |
| 2009  | Rotterdam Pays-Bas              | Daniele Bertelli Italie             | Björn Kegenbein Allemagne | Emanuele Lo Cascio Italie       | Delphine Dieudonné Belgique  | Martijn Bom Pays-Bas         | Diego Tagliaferri Italie   |
| 2010  | Rain am Lech Allemagne          | Carlos Flores Espagne               | José Ros Espagne          | Marcel Kwiatowski Allemagne     | Delphine Dieudonné Belgique  | Juan Carlos Granados Espagne | Kaï Hagenkötter Allemagne  |
| 2011  | Palerme Italie                  | Massimiliano Nastasi Italie         | Björn Kegenbein Allemagne | Luca Colangelo Italie           | Giuditta Lo Cascio Italie    | Vicenç Prats Espagne         | Luigi Di Vito Italie       |
| 2012  | Manchester Angleterre           | Carlos Flores Espagne               | Björn Kegenbein Allemagne | Matteo Ciccarelli Italie        | Delphine Dieudonné Belgique  | Francesco Mattiangeli Italie | Marco Di Vito Italie       |
| 2013  | Madrid Espagne                  | Alberto Mateos Espagne              | Luigi di Vito Italie      | Claudio Panebianco Italie       | Delphine Dieudonné Belgique  | Massimo Bolognino Italie     | Claudio de la Torre Italie |
| 2014  | Rochefort Belgique              | Juan Miguel Noguera Espagne         | Luigi di Vito Italie      | Matteo Ciccarelli Italie        | Jessica Hardenne Belgique    | Francesco Mattiangeli Italie | Francesco Vezzuo Italie    |
| 2015  | San Benedetto del Tronto Italie | Carlos Flores Espagne               | David Gonzales Espagne    | Claudio La Torre Italie         | Delphine Dieudonné Belgique  | Massimo Bolognino Italie     | Leonardo Giudice Italie    |
| 2016  | Frameries Belgique              | Wolfgang Leitner Autriche           | Matteo Ciccarelli Italie  | Leonardo Giudice Italie         | Carolina Villargues Portugal | Gianfranco Calonico Italie   | Giogio Giudice Italie      |
| 2017  | Élancourt France                | Rémy Huynh Belgique                 | Nicola Borgo Italie       | Claudio La Torre Italie         | Delphine Dieudonné Belgique  | Felipe Maia Portugal         | Francesco Borgo Italie     |
| 2018  | Gibraltar Gibraltar             | Matteo Ciccarelli Italie            | Marco Di Vito Italie      | Leonardo Giudice Italie         | Audrey Herbaut France        | Charles Aquilina Malte       | Giorgio Giudice Italie     |
| 2022  | Rome Italie                     | Luca Colangelo Italie               | Leandros Sourlas Grèce    | Francesco Borgo Italie          | Eleonora Buttitta Italie     | Gianfranco Calonico Italie   | Edoardo Landi Italie       |
| 2024  | Tunbridge Wells Angleterre      | Dimitrios Dimopoulos Grèce          | Matteo Esposito Italie    | Francesco Manfredelli Italie    | Eleonora Buttitta Italie     | Mario Camilleri Malte        | Max Pereira Portugal       |

| Année | Open     | -20 ans  | -16 ans  | Féminines | Vétérans | Minimes  |
| ----- | -------- | -------- | -------- | --------- | -------- | -------- |
| 1994  | Belgique |          |          |           |          |          |
| 1995  | Portugal |          |          |           |          |          |
| 1996  | Belgique | Belgique | France   | Belgique  | France   |          |
| 1997  | Portugal | Grèce    | Grèce    |           | Autriche |          |
| 1998  | Italie   | Italie   | Autriche | France    | Belgique |          |
| 1999  | Italie   | Belgique | Belgique | France    | Belgique |          |
| 2000  | Belgique | Portugal | Belgique | Belgique  | Belgique |          |
| 2001  | Italie   | Portugal | Belgique |           | Belgique |          |
| 2002  | Italie   | Belgique | Belgique | Belgique  | Pays-Bas |          |
| 2003  | Italie   | Malte    | Portugal |           | Italie   |          |
| 2004  | Italie   | Italie   | Portugal | Belgique  | Italie   |          |
| 2005  | Italie   | Belgique | Portugal | Belgique  | France   |          |
| 2006  | Italie   | Belgique | Danemark | France    | Italie   |          |
| 2007  | Italie   | Espagne  | Italie   | Belgique  | Italie   |          |
| 2008  | Italie   | Espagne  | Italie   | France    | Italie   |          |
| 2009  | Italie   | Espagne  | Italie   | Belgique  | Italie   |          |
| 2010  | Malte    | Pays-Bas | Italie   | Belgique  | Italie   |          |
| 2011  | Italie   | Italie   | Italie   |           | Italie   |          |
| 2012  | Espagne  | Italie   | Italie   |           | Autriche |          |
| 2013  | Italie   | Italie   | Italie   | Belgique  | Italie   | Italie   |
| 2014  | Italie   | Italie   | Italie   | Belgique  | Italie   | Belgique |
| 2015  | Espagne  | Italie   | Italie   | Italie    | Espagne  | Italie   |
| 2016  | Italie   | Belgique | Italie   | Italie    | Belgique | Italie   |
| 2017  | Italie   | Italie   | Italie   | Belgique  | Italie   | Italie   |
| 2018  | Espagne  | Italie   | Italie   | France    | Italie   | Espagne  |
| 2022  | Italie   | Italie   | Grèce    | France    | Malte    | Italie   |
| 2024  | Italie   | Italie   | Belgique | Belgique  | Italie   | Italie   |

## Coupe d'Europe des clubs
La première Coupe d'Europe des clubs reconnue par la FISTF a été jouée en 1993 à Milan. Une première édition sous l'égide de l'ETF et sous le nom de « Trophée Paul Outmans », une ancienne gloire du football de table belge, a eu lieu en 1987 à Spa en Belgique. Elle a été remportée par le SC Aubervilliers. Une deuxième édition s'est tenue à Paris en 1989 qui a vu la victoire du club belge du SC Cornesse Goldfingers, aujourd'hui disparu.
Entre 1996 et 2009 chaque nation avait deux équipes qualifiées pour la phase finale. Le nombre de représentants par pays fluctuait ensuite en fonction du classement mondial des clubs dont les dix premiers étaient qualifiés avec une limite de trois équipes par nations. En 2010 la FISTF décide de scinder la Coupe d'Europe dans un format similaire à celui du football.

### La Ligue des Champions
Elle rassemble les meilleurs clubs européens avec un nombre de représentants par pays qui évolue en fonction des résultats de chaque nation dans les éditions précédentes. Les clubs le mieux classés dans leurs championnats nationaux et les vainqueurs des coupes nationales participent à la Ligue des Champions.

### La Ligue Europa
Cette compétition rassemble les équipes classées aux deuxième, troisième ou quatrième rang national (en fonction du coefficient qualificateur du championnat). Tout comme la Ligue des Champions, le nombre de représentants par pays de la Ligue Europa dépend également des résultats des années précédentes.
Depuis 2013, tous les clubs commencent la compétition dans le même tableau. Ils sont répartis en 8 groupes de 4 équipes. Les équipes qui terminent première et deuxième de leur groupe sont qualifiées pour la Ligue des Champions, tandis que les équipes qui terminent troisième et quatrième participent à la Ligue Europa. En 2018, les deux compétitions ont à nouveau été scindée en deux.
Le format de la compétition est ensuite identique pour la Ligue des Champions et la Ligue Europa à savoir quatre groupes de quatre équipes puis 1/4 de finale avec élimination directe.
Quinze clubs français ont déjà participé au moins une fois à la Coupe d'Europe. Le FTC Issy-les-Moulineaux détient le record avec 13 participations :
| Club                                                                | Nombre de participation | Années                                                                               |
| ------------------------------------------------------------------- | ----------------------- | ------------------------------------------------------------------------------------ |
| F.T.C. Issy-les-Moulineaux                                          | 17 participations       | 1994-1995-1996-1997-1999-2001-2006-2007-2008-2009 2010-2013-2014-2015-2016-2017-2018 |
| Paris F.T.C.                                                        | 5 participations        | 1998-1999-2001-2002-2003                                                             |
| S.C. Elbeuf                                                         | 5 participations        | 1998-1999-2000-2002-2008                                                             |
| Olympique Vitry                                                     | 2 participations        | 1993-1994                                                                            |
| S.C. Saint-Symphorien-sur-Coise puis FTC Saint-Symphorien-sur-Coise | 2 participations        | 1997-2018                                                                            |
| F.T.C. Louvroil                                                     | 2 participations        | 1999-2002                                                                            |
| F.T.C. Beausoleil                                                   | 2 participations        | 2002-2003                                                                            |
| F.T.C. Caen                                                         | 2 participations        | 2017-2018                                                                            |
| F.T.C. Sucy-en-Brie                                                 | 1 participation         | 1993                                                                                 |
| F.T.C. Lyon-Grigny                                                  | 1 participation         | 1995                                                                                 |
| F.T.C. Brignoles                                                    | 1 participation         | 2003                                                                                 |
| F.T.C. Cannes Côte d'Azur                                           | 1 participation         | 2003                                                                                 |
| C.F.T. Montivilliers                                                | 1 participation         | 2003                                                                                 |
| F.T.C. Le Raincy                                                    | 1 participation         | 2009                                                                                 |
| F.T.C. Les Herbiers                                                 | 1 participation         | 2010                                                                                 |
| Celtic Combourg C.F.T.                                              | 1 participation         | 2013                                                                                 |
| FTC Boissy-Saint-Léger                                              | 1 participation         | 2014                                                                                 |
| CFT Puylaurens                                                      | 2 participations        | 2017, 2019                                                                           |

## Palmarès
| Année | Lieu                                     | Vainqueur                            | Finaliste                            | Troisième                           | Quatrième                         |                                   |                                |                                 |                                 |                                |
| 1993  | Milan Italie                             | Goldfingers Cornesse Belgique        | A.S. Hennuyer Belgique               | T.S.C. Stella Artois Milan Italie   | Olympique Vitry France            |                                   |                                |                                 |                                 |                                |
| 1994  | Cornesse Belgique                        | T.S.C. Stella Artois Milano Italie   | Goldfingers Cornesse Belgique        | S.M.V. Rotterdam Pays-Bas           | A.S. Hennuyer Belgique            |                                   |                                |                                 |                                 |                                |
| 1995  | Vienne Autriche                          | Goldfingers Cornesse Belgique        | G.D. Dias Ferreira Portugal          | F.T.C. Issy-les-Moulineaux France   | A.S. Hennuyer Belgique            |                                   |                                |                                 |                                 |                                |
| 1996  | Delft Pays-Bas                           | A.S. Hennuyer Belgique               | G.D. Dias Ferreira Portugal          | S.C. Charleroi Belgique             | F.T.C. Issy-les-Moulineaux France |                                   |                                |                                 |                                 |                                |
| 1997  | South Queensferry Écosse                 | G.D. Dias Ferreira Portugal          | S.C. Charleroi Belgique              | A.S. Hennuyer Belgique              | Falcons Athens Grèce              |                                   |                                |                                 |                                 |                                |
| 1998  | Dolo Italie                              | S.C. Charleroi Belgique              | Falcons Athènes Grèce                | T.S.C. Latina Italie                | Atlas T.F. Grèce                  |                                   |                                |                                 |                                 |                                |
| 1999  | Issy-les-Moulineaux France               | S.C. Charleroi Belgique              | A.S. Hennuyer Belgique               | Stembert Belgique                   | T.S.C. Stella Artois Milan Italie |                                   |                                |                                 |                                 |                                |
| 2000  | Bologne Italie                           | T.F.C. Mattersburg Autriche          | A.C.S. Pérouse Italie                | S.C. Charleroi Belgique             | A.S. Hennuyer Belgique            |                                   |                                |                                 |                                 |                                |
| 2001  | Kamen Allemagne                          | T.F.C. Mattersburg Autriche          | C.C.T. Eagles Naples Italie          | A.C.S. Pérouse Italie               | A.S. Hennuyer Belgique            |                                   |                                |                                 |                                 |                                |
| 2002  | Gembloux Belgique                        | A.C.S. Pérouse Italie                | Reggiana Subbuteo Italie             | C.C.T. Eagles Naples Italie         | A.S. Hennuyer Belgique            |                                   |                                |                                 |                                 |                                |
| 2003  | Beausoleil France                        | Reggiana Subbuteo Italie             | C.C.T. Eagles Naples Italie          | A.C.S. Pérouse Italie               | A.S. Hennuyer Belgique            |                                   |                                |                                 |                                 |                                |
| 2004  | Vienne Autriche                          | T.F.C. Mattersburg Autriche          | A.C.S. Pérouse Italie                | S.C. Charleroi Belgique             | T.S.C. Stella Artois Milan Italie |                                   |                                |                                 |                                 |                                |
| 2005  | Murcie Espagne                           | A.C.S. Pérouse Italie                | Reggiana Subbuteo Italie             | C.C.T. Eagles Naples Italie         | T.S.C. Stella Artois Milan Italie |                                   |                                |                                 |                                 |                                |
| 2006  | Almada Portugal                          | C.C.T. Eagles Naples Italie          | A.C.S. Pérouse Italie                | S.C. Charleroi Belgique             | A.S. Hennuyer Belgique            |                                   |                                |                                 |                                 |                                |
| 2007  | Athènes Grèce                            | C.C.T. Black & Blue Pise Italie      | T.F.C. Mattersburg Autriche          | San Siro Worthing 5 Star Angleterre | T.S.C. Stella Artois Milan Italie |                                   |                                |                                 |                                 |                                |
| 2008  | Oldham Angleterre                        | C.C.T. Black & Blue Pise Italie      | Real Murcia CF Espagne               | Bologne Tigers Subbuteo Italie      | Stembert Belgique                 |                                   |                                |                                 |                                 |                                |
| 2009  | Tournai Belgique                         | C.C.T. Eagles Naples Italie          | T.F.C. Mattersburg Autriche          | C.C.T. Black & Blue Pise Italie     | Reggiana Subbuteo Italie          |                                   |                                |                                 |                                 |                                |
| 2010  | Ligue des Champions Mattersburg Autriche | F.lli Bari Reggio Emilia Italie      | T.F.C. Mattersburg Autriche          | C.C.T. Black & Blue Pise Italie     | ACS Perugia Italie                | Ligue Europe Rome Italie          | Atlas TFC Grèce                | CCT Rome Italie                 | ASD Bari Italie                 | Bologne Tigers Subbuteo Italie |
| 2011  | Ligue des Champions Nova Gorica Slovénie | C.C.T. Black & Blue 1983 Pise Italie | T.F.C. Mattersburg Autriche          | T.S.C. Stella Artois Milan Italie   | ACS Pérouse Italie                | Ligue Europe Nova Gorica Slovénie | Bologne Tigers Subbuteo Italie | C.C.T. Eagles Naples Italie     | Olympia CS Grèce                | SC Stembert Belgique           |
| 2012  | Ligue des Champions Le Pirée Grèce       | SC Fiamme Azzurre Italie             | Atlas Grèce                          | SC Stembert Belgique                | F.lli Bari Reggio Emilia Italie   | Ligue Europe Le Pirée Grèce       | Bologne Tigers Subbuteo Italie | AS Hennuyer Belgique            | Rolligans Ilioupolis TSC Grèce  | Virtus 4 strade Rieti Italie   |
| 2013  | Ligue des Champions Naples Italie        | F.lli Bari Reggio Emilia Italie      | C.C.T. Black & Blue 1983 Pisa Italie | CCT Eagles Naples Italie            | SC Fiamme Azzurre Italie          | Ligue Europe Naples Italie        | TSC Falcons Athènes Grèce      | AS Hennuyer Belgique            | Pobladores Griegos TSC Grèce    | ASCT Sessana ‘82 Italie        |
| 2014  | Ligue des Champions Frameries Belgique   | C.C.T. Eagles Naples Italie          | S.C. Charleroi Belgique              | S.C. La Valette Malte               | F.lli Bari Reggio Emilia Italie   | Ligue Europe Frameries Belgique   | T.F.C. Mattersburg Autriche    | T.F.C. Wiener Neustadt Autriche | Rolligans Ilioupolis TSC Grèce  | Dutch Legends Pays-Bas         |
| 2015  | Ligue des Champions Frameries Belgique   | ASD F.LLI Bari Reggio Emilia Italie  | S.C. Fiamme Azzurre Rome Italie      | C.C.T. Black & Blue Pise Italie     | S.C. Charleroi Belgique           | Ligue Europe Frameries Belgique   | La Valette Subbuteo Club Malte | Tiburones F.M. Espagne          | T.F.C. Wiener Neustadt Autriche | CAP Ciudad de Murcie Espagne   |
| 2016  | Ligue des Champions Rome Italie          | ASD F.LLI Bari Reggio Emilia Italie  | S.C. Fiamme Azzurre Rome Italie      | C.C.T. Black & Blue Pise Italie     | T.F.C. Mattersburg Autriche       | Ligue Europe Rome Italie          | SC Bologne Tigers Italie       | S.C. Ascoli Italie              | T.F.C. Wiener Neustadt Autriche | S.C. Proteas Athens Grèce      |
| 2017  | Ligue des Champions Rochefort Belgique   | ASD F.LLI Bari Reggio Emilia Italie  | S.C. Fiamme Azzurre Rome Italie      | S.C. Bologna Tigers Italie          | T.S. Naples Fighters Italie       | Ligue Europe Rochefort Belgique   | Olympia C.S. Grèce             | Rochefort T.S. Belgique         | Tiburones F.M. Espagne          | S.C. Lion's Eugies Belgique    |
| 2018  | Ligue des Champions Majorque Espagne     | ASD F.LLI Bari Reggio Emilia Italie  | T.S. Naples Fighters Italie          | Rochefort TS Belgique               | C.C.T. Eagles Naples Italie       | Ligue Europe Saint-Vincent Italie | SC Bologne Tigers Italie       | Bormal SC Malte                 | Master San Remo Italie          | S.C. Ascoli Italie             |
| 2019  | Ligue des Champions Caen France          |                                      |                                      |                                     |                                   |                                   |                                |                                 |                                 |                                |

### Palmarès de la Ligue des Champions

#### Palmarès par club
| Rang | Club                                                       | Victoires                                    | Finales perdues            |
| ---- | ---------------------------------------------------------- | -------------------------------------------- | -------------------------- |
| 1    | F. Ili Bari Reggio Emilia (anciennement Reggiana Subbuteo) | 7 (2003, 2010, 2013, 2015, 2016, 2017, 2018) | 2 (2002, 2005)             |
| 2    | TFC Mattersburg                                            | 3 (2000, 2001, 2004)                         | 4 (2007, 2009, 2010, 2011) |
| 3    | CCT Eagles Naples                                          | 3 (2006, 2009, 2014)                         | 2 (2001, 2003)             |
| 4    | CCT Black & Blue Pise                                      | 3 (2007, 2008, 2011)                         | 1 (2013)                   |
| 5    | SC Charleroi                                               | 2 (1998, 1999)                               | 2 (1997, 2014)             |
| 6    | Goldfingers Cornesse                                       | 2 (1993, 1995)                               | 1 (1994)                   |
| 7    | AS Hennuyer                                                | 1 (1996)                                     | 2 (1993, 1999)             |
| 7    | GD Dias Ferreira                                           | 1 (1997)                                     | 2 (1995, 1996)             |
| 9    | SC Fiamme Azzure                                           | 1 (2012)                                     | 3 (2015, 2016, 2017)       |
| 10   | ACS Pérouse                                                | 1 (2005)                                     | 1 (2000)                   |
| 11   | TSC Stella Artois Milan                                    | 1 (1994)                                     | 0                          |
| 12   | Falcons Athènes                                            | 0                                            | 1 (1998)                   |
| 12   | Real Murcie CF                                             | 0                                            | 1 (2008)                   |
| 12   | Atlas TFC                                                  | 0                                            | 1 (2012)                   |
| 12   | TS Naples Fighters                                         | 0                                            | 1 (2018)                   |

#### Palmarès par nation
| Rang | Pays     | Victoires | Finales perdues |
| ---- | -------- | --------- | --------------- |
| 1    | Italie   | 16        | 10              |
| 2    | Belgique | 5         | 5               |
| 3    | Autriche | 3         | 4               |
| 4    | Portugal | 2         | 1               |
| 5    | Grèce    | 0         | 2               |
| 6    | Espagne  | 0         | 1               |

### Palmarès de la Ligue Europe

#### Palmarès  par club
| Rang | Club                     | Victoires                  | Finales perdues |
| ---- | ------------------------ | -------------------------- | --------------- |
| 1    | Bologne Tigers Subbuteo  | 4 (2011, 2012, 2016, 2018) | 0               |
| 2    | Atlas TFC                | 1 (2010)                   | 0               |
| 2    | Falcons Athènes          | 1 (2013)                   | 0               |
| 2    | T.F.C. Mattersburg       | 1 (2014)                   | 0               |
| 2    | La Valette Subbuteo Club | 1 (2015)                   | 0               |
| 2    | Olympia CS               | 1 (2017)                   | 0               |
| 7    | AS Hennuyer              | 0                          | 2 (2012, 2013)  |
| 8    | CCT Rome                 | 0                          | 1 (2010)        |
| 8    | CCT Eagles Naples        | 0                          | 1 (2011)        |
| 8    | T.F.C. Wiener Neustadt   | 0                          | 1 (2014)        |
| 8    | Tiburones FM             | 0                          | 1 (2015)        |
| 8    | SC Ascoli                | 0                          | 1 (2016)        |
| 8    | Rochefort TS             | 0                          | 1 (2017)        |
| 8    | Bormla SC                | 0                          | 1 (2018)        |

#### Palmarès par nation
| Rang | Pays     | Victoires | Finales perdues |
| ---- | -------- | --------- | --------------- |
| 1    | Italie   | 4         | 3               |
| 2    | Grèce    | 3         | 0               |
| 3    | Autriche | 1         | 1               |
| 3    | Malte    | 1         | 1               |
| 5    | Belgique | 0         | 3               |
| 6    | Espagne  | 0         | 1               |